# Pontiac Grand Ville
La Grand Ville è un'autovettura full-size prodotta dalla Pontiac dal 1971 al 1975. Offerta in versione hardtop due e quattro porte e cabriolet due porte, era collocata al top della gamma offerta dalla casa automobilistica statunitense. In questo ruolo sostituì la Bonneville, che ricopriva questa posizione dal 1958. La Bonneville non fu però tolta di produzione durante la commercializzazione della Grand Ville, ma venne temporaneamente declassata. La Grand Ville era basata sul pianale B della General Motors.
La Grand Ville e la Bonneville condividevano lo stile e parte dell'equipaggiamento. Ciò permetteva ai due modelli di distinguersi dalla Catalina. Inoltre, le Grand Ville del 1971 e del 1972 vennero costruite su una versione allungata del pianale B della General Motors e possedevano dimensioni interne identiche a quelle delle altre vetture full-size Pontiac.
Oltre ad un allestimento interno più lussuoso, la Grand Ville aveva una parte anteriore cromata e dei gruppi ottici posteriori peculiari, che facevano distinguere il modello dalle altre vetture omologhe. Solo nel 1974, la Grand Ville ebbe in dotazione delle luci di parcheggio uniche, che avvolgevano la parte anteriore del veicolo dall'angolo ai parafanghi. Sulla Grand Ville era possibile ottenere diversi optional, come delle ruote sportive speciali. Le carenature ai parafanghi vennero applicate ai modelli prodotti dal 1973 al 1975.

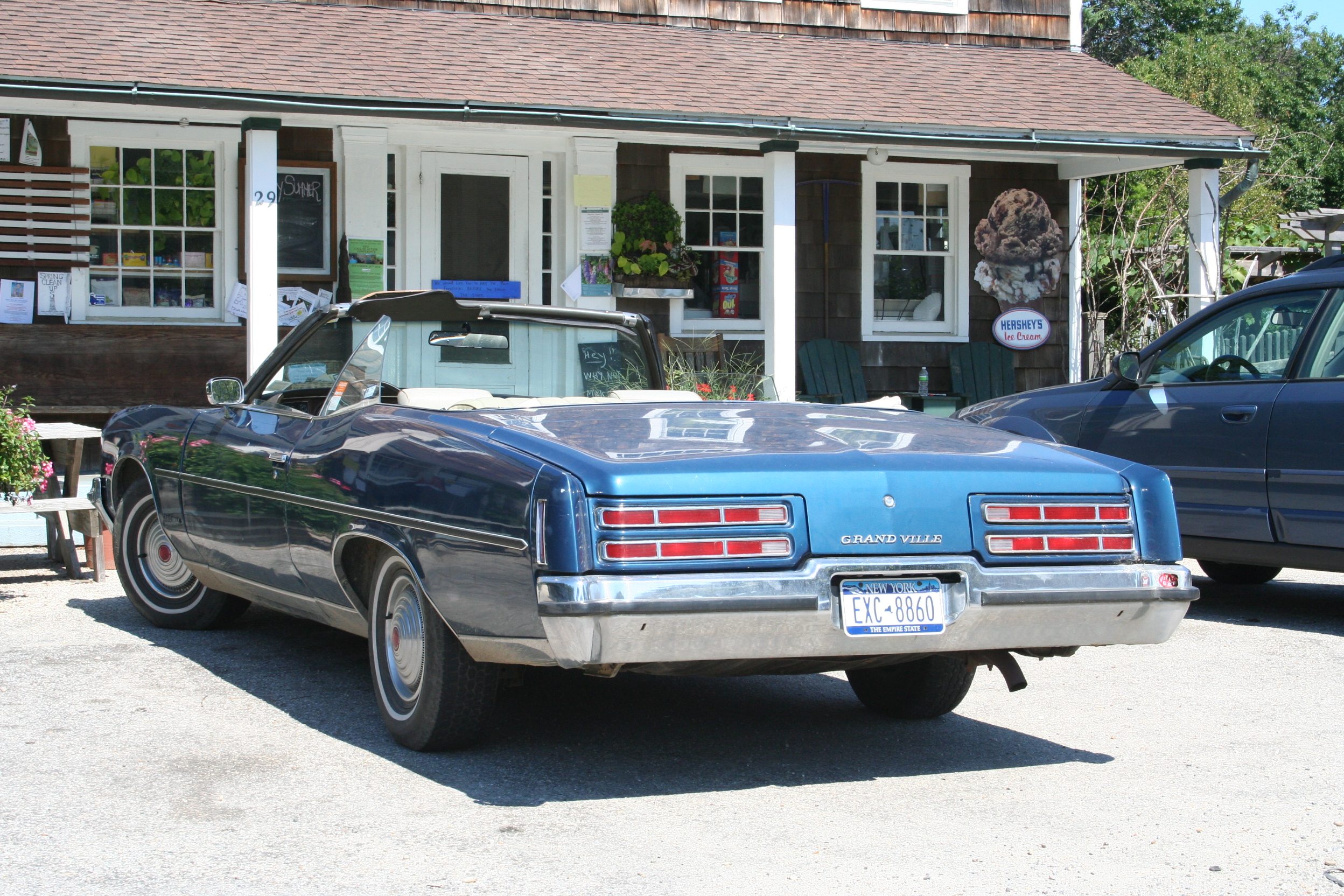
Il retro di una Pontiac Grand Ville cabriolet del 1972

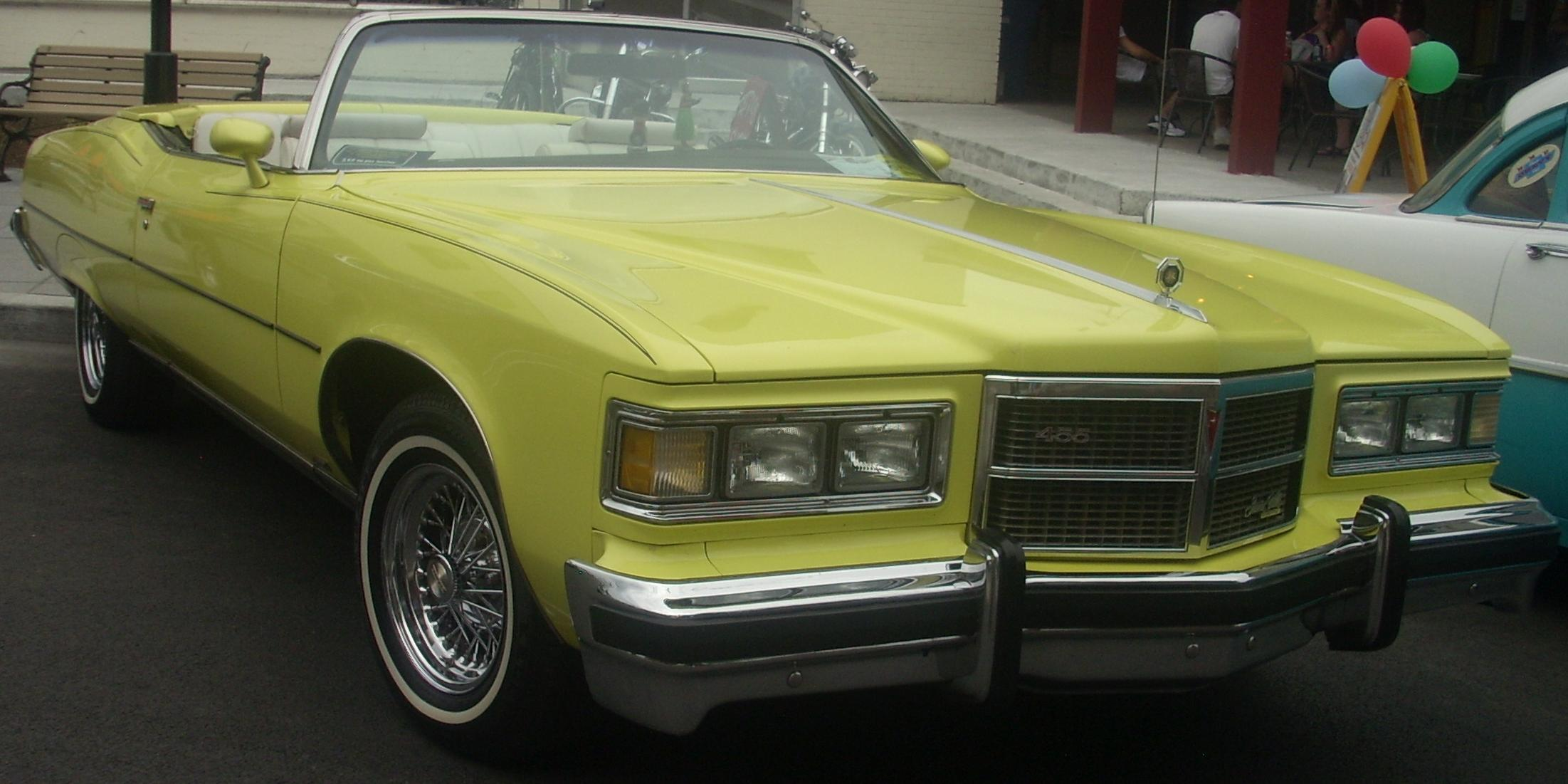
Una Pontiac Grand Ville cabriolet del 1975

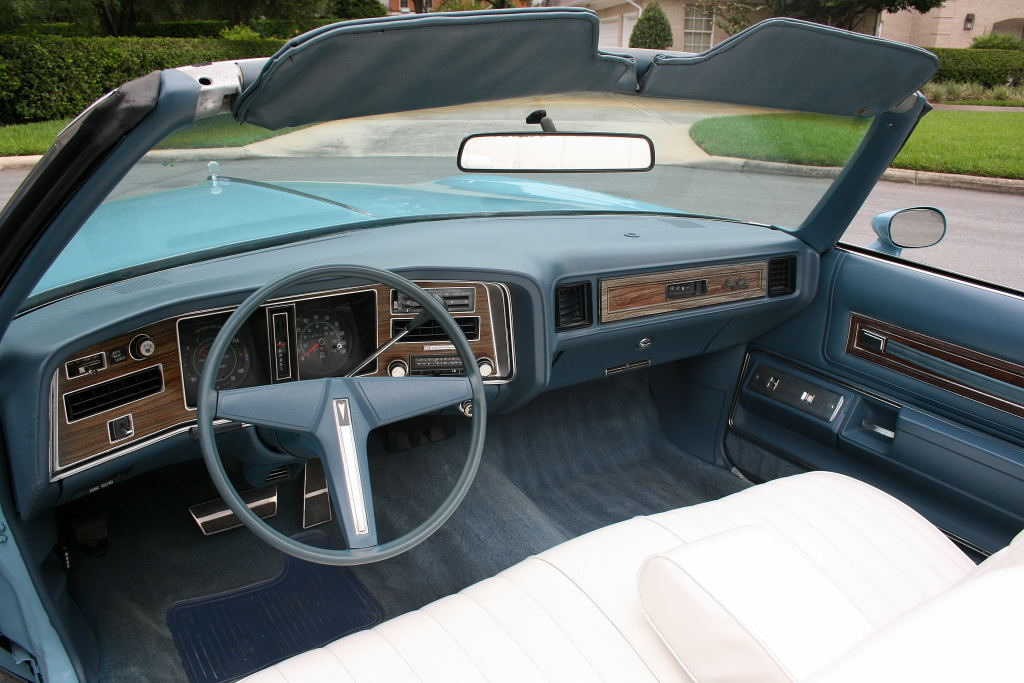
Gli interni di una Pontiac Grand Ville cabriolet del 1975

Il motore montato di serie, dal 1971 al 1974, fu un V8 da 7,5 L di cilindrata. Nel 1975 invece era disponibile, nell'offerta base, il propulsore V8 da 6,6 L, mentre quello da 7,5 L era opzionale. Tra l'equipaggiamento di serie erano montati un cambio automatico Turbo-Hydramatic, il servosterzo ed il servofreno agente sui freni a disco delle ruote anteriori. Il motore era montato anteriormente, mentre la trazione era posteriore.
Gli optional più comuni erano l'aria condizionata, gli alzacristalli elettrici, il sedili del conducente regolabile elettricamente, lo sterzo ad inclinazione regolabile, il cruise control, la radio AM/FM ed il riproduttore di cassette. L’optional più raro disponibile sulle Grand Ville, e su tutte le Pontiac full-size di questo periodo, furono i pedali aggiustabili in altezza, che vennero offerti dal 1974 al 1976.
Dal 1971 al 1973 la Grand Ville ebbe un buon successo. Purtroppo, la crisi energetica del 1973 portò ad un forte aumento dei prezzi dei carburanti e, di conseguenza, tutte le vetture full-size, Grand Ville compresa, ebbero un calo di vendite a favore di modelli più piccoli, che consumavano meno carburante. Nel 1975 la Grand Ville fu rinominata Grand Ville Brougham. Con il cambio di denominazione l'equipaggiamento si arricchì. Ad esempio, gli alzacristalli elettrici ed il tappetino per il bagagliaio furono compresi tra l'equipaggiamento di serie. Il 1975 fu l'ultimo anno di commercializzazione della Grand Ville, all'interno della cui gamma erano comprese le ultime cabriolet prodotte dalla Pontiac prima del lancio, nel 1983, di un nuovo modello con questa carrozzeria. Nel 1976 il nome Grand Ville fu tolto dal mercato, e la linea di vetture fu rinominata Bonneville Brougham. In questo modo, il nome Bonneville tornò ad indicare il modello al top della gamma Pontiac.
Le Grand Ville cabriolet furono molto rare. Dal 1973 al 1975 la Grand Ville cabriolet fu l'unico modello full-size decappottabile ad essere offerto dalla Pontiac. Invece, dal 1971 al 1972 le cabriolet full-size erano disponibili anche all'interno della gamma della Catalina. Non ci furono però delle Bonneville cabriolet dopo il model year 1970. La più rara Grand Ville cabriolet fu quella prodotta nel 1971, dato che vennero assemblati meno di 1.800 esemplari. Quella più comune fu la decappottabile del 1975, con oltre 4.500 esemplari prodotti, anche a causa di notizie non ancora confermate, che dichiaravano l'imminente fine della produzione. La Grand Ville cabriolet era il modello decappottabile meno prodotto dalla General Motors, perlomeno rispetto ad altre vetture cabriolet del gruppo come le Oldsmobile 88 Royale, Buick LeSabre/Centurion, Chevrolet Caprice Classic e Cadillac Eldorado.